# Урал (футбольный манеж)
Манеж «Урал» — крытый футбольный манеж в Екатеринбурге вместимостью 3 000 человек. Является частью спорткомплекса «Уралмаш», состоящего также из футбольного стадиона, баскетбольных, футбольных, волейбольных площадок, малого футбольного поля, большого легкоатлетического комплекса и лыжной базы. Кроме того, данная площадка входит в инфраструктуру Уральской футбольной академии, созданной для обучения и воспитания молодых футболистов.
Помимо нужд футбольной академии манеж используется в качестве площадок для выступлений ФК «Урал» во время неблагоприятных погодных условий. Кроме того, в манеже проходят матчи молодёжной команды «Урала» и Суперкубка Свердловской области по футболу.

## История
В январе 2010 года в рамках программ «Развитие физической культуры и спорта в Российской Федерации на 2006—2015 гг.» и областной целевой программы «Развитие физической культуры и спорта в Свердловской области на 2011—2015 гг.» губернатором Свердловской области Александром Мишариным было принято решение о строительстве крытого футбольного манежа для развития и воспитания молодых футболистов в круглогодичном режиме.
Строительные работы начались в 2011 году, а в 2013 году манеж начал принимать первых спортсменов. Стоимость работ составила, по разным данным, от одного до полутора млрд рублей. В феврале 2013 года состоялось торжественное открытие манежа, в котором приняли участие министр спорта Российской Федерации Виталий Мутко, губернатор Свердловской области Евгений Куйвашев, министр физической культуры, спорта и молодёжной политики
Свердловской области Леонид Рапопорт, глава администрации города Екатеринбурга Александр Якоб, президент ФК «Урал» Григорий Иванов.
В марте 2013 года манеж получил сертификат соответствия требованиям Стандарта РФС (СТО) «Футбольные стадионы» с присвоенной второй категорией, разряд «А».
К 2016 году манеж уже принимал матчи Футбольной национальной лиги и Премьер-Лиги.

## Перспективы использования
Манеж передан в ведомство «Уральской футбольной академии» для развития молодых футболистов. Кроме этого, площадка используется для выступлений ФК «Урал» во время неблагоприятных погодных условий. Также в манеже проходят матчи молодёжной команды «Урала» и Суперкубка Свердловской области по футболу.

## Характеристики и инфраструктура
Футбольный манеж обладает следующими характеристиками:
- Категория, разряд: 2 «А»
- Футбольное поле размерами 105 х 68 м с искусственным газоном без подогрева
- Трибуны на 3 000 зрителей
- Мощность освещения (люкс): 1580
- Конференц-зал на 60 человек
- Административный корпус с раздевалками, тренажёрными залами, тренировочными помещениями, медицинский кабинет, судейские и тренерские помещения
- Парковка на 560 мест

## Расположение и транспорт
Манеж расположен по адресу: 620088, Россия, Свердловская область, г. Екатеринбург, ул. Фестивальная, 10. Добраться до манежа можно следующими видами транспорта:
- автобусы: 09 — остановка «Донбасская», 033 — остановка «Кировградская», 060 — остановка «Культуры»
- троллейбусы: 8 — остановка «Культуры»
- трамваи: 8, 17, 22, 24 — остановка «Кировградская» и «Донбасская».
- метрополитен: ближайшие станции метро — «Уралмаш» (находится в 2,3 километрах от стадиона) и «Проспект Космонавтов» (в 2,4 км).

В непосредственной близости от манежа находятся ДК УЗТМ и Храм Святых Сергия Радонежского и Елизаветы.

## Фотогалерея

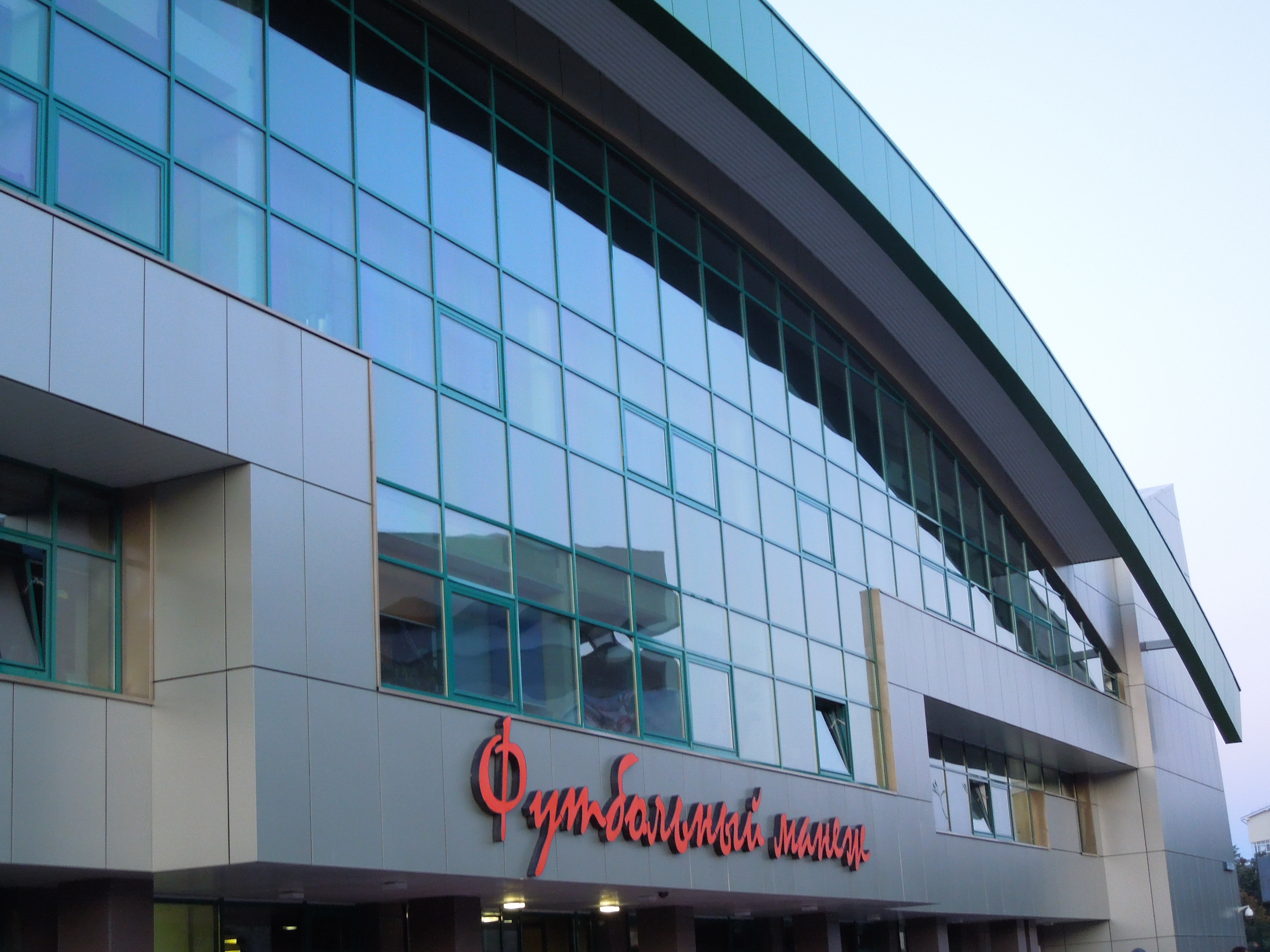
Надпись над входом в манеж, 2015 год
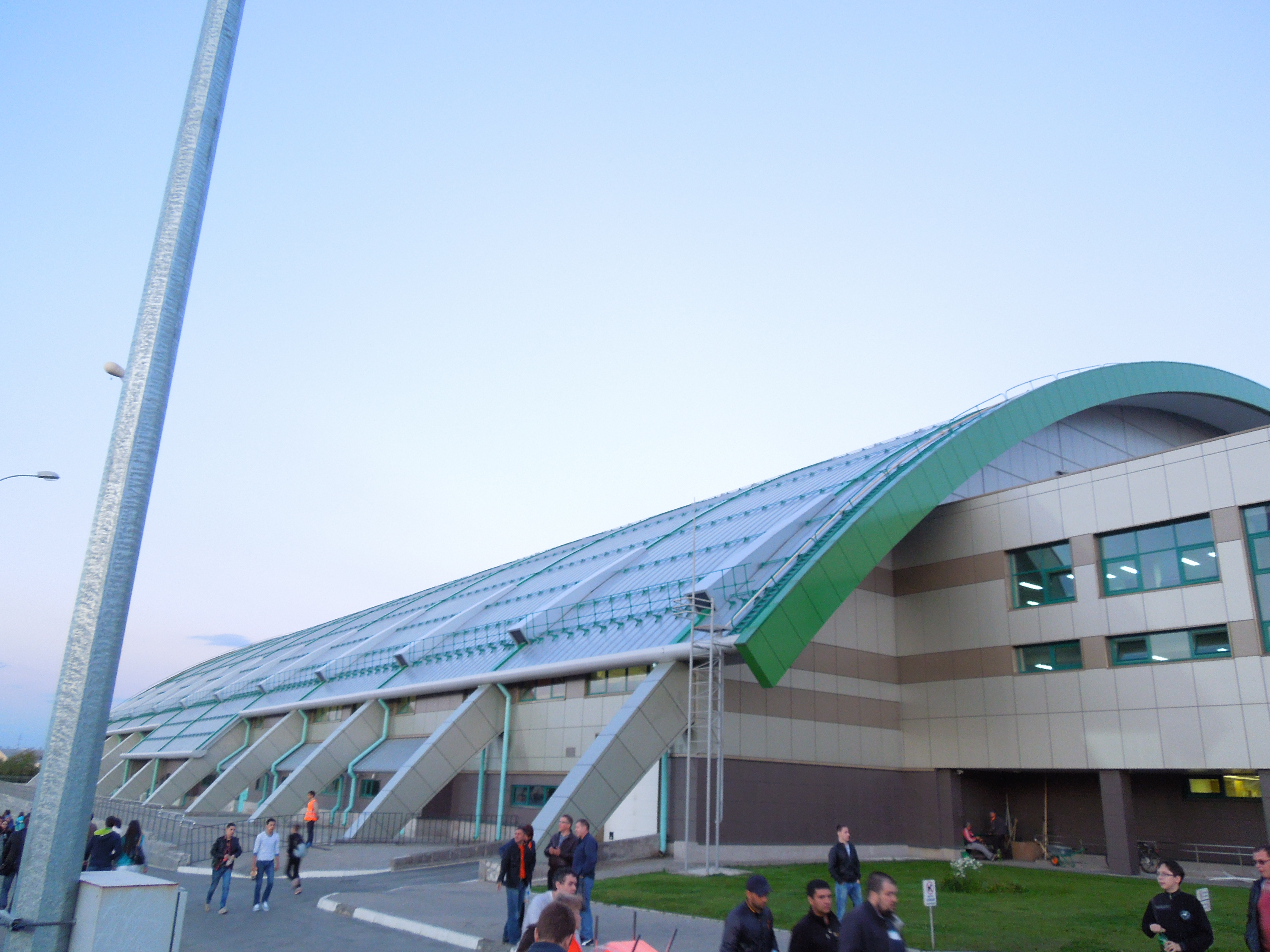
Вид на манеж, 2015 год
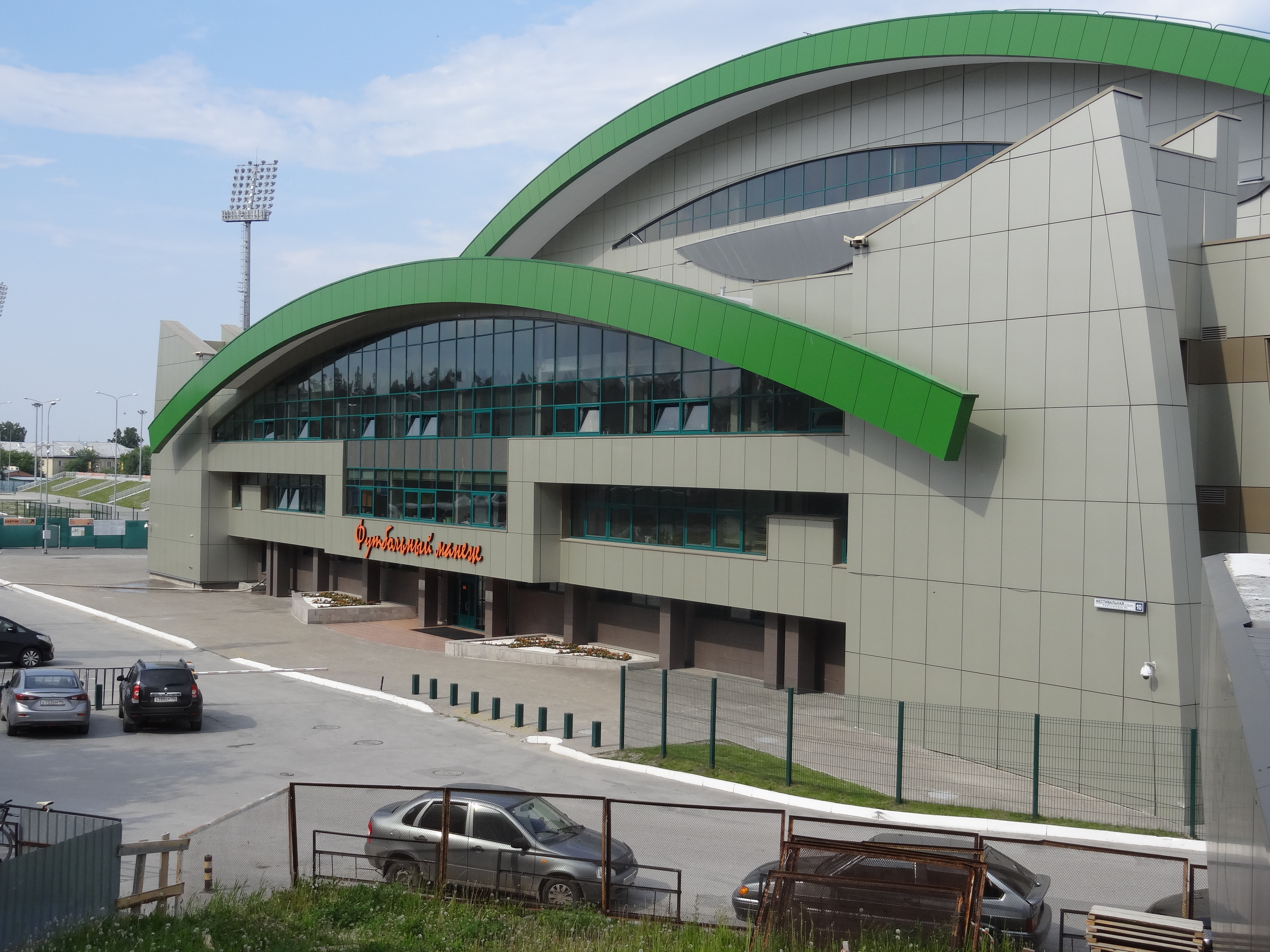
Манеж в 2018 году
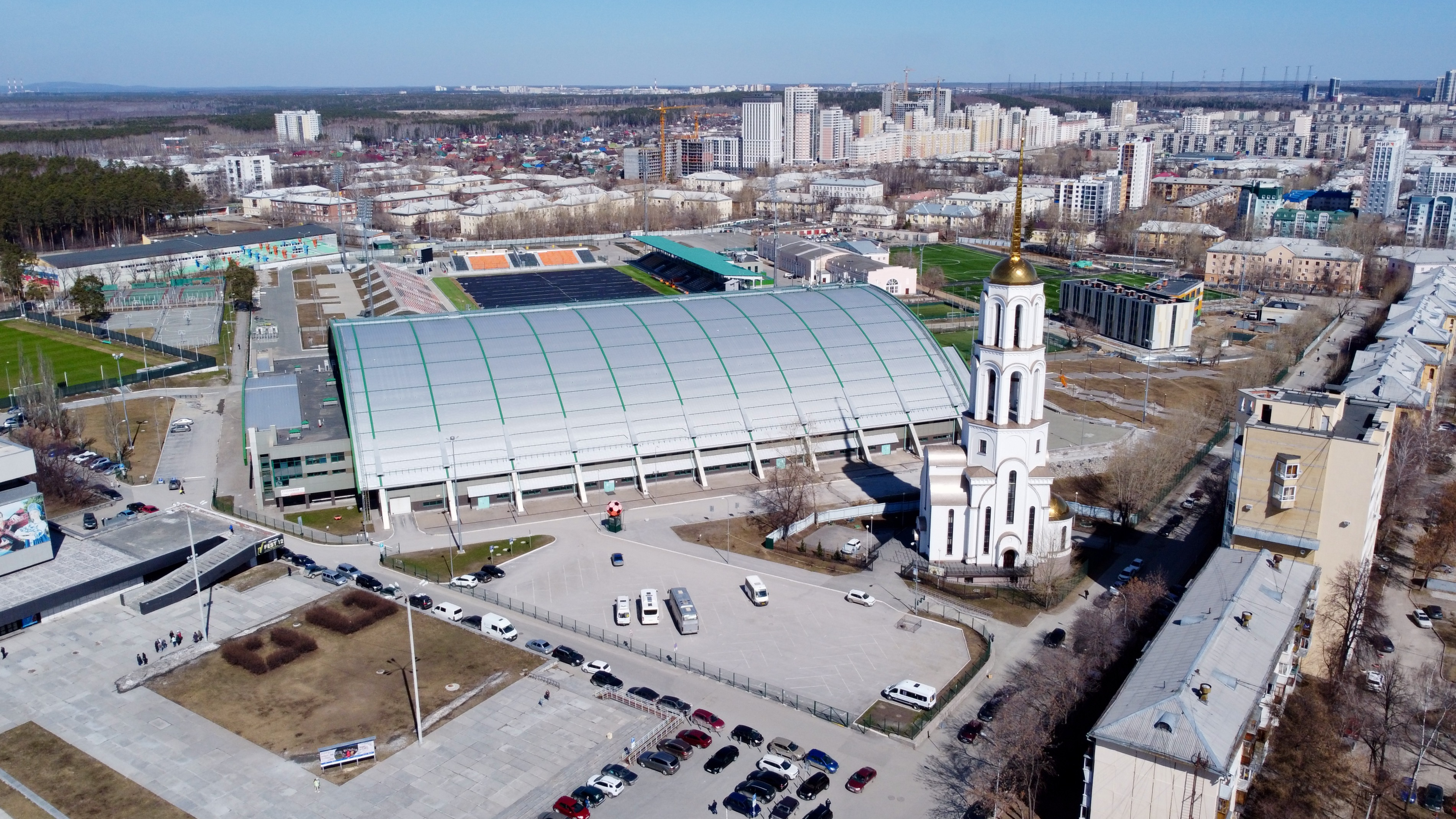
Вид с высоты на манеж и церковь